# Клингберг, Йон
Йон Кли́нгберг (швед. John Klingberg; 14 августа 1992, Лерум, Швеция) — шведский хоккеист, защитник клуба НХЛ «Сан-Хосе Шаркс». Двукратный чемпион мира в составе сборной Швеции (2017 и 2018).

## Биография

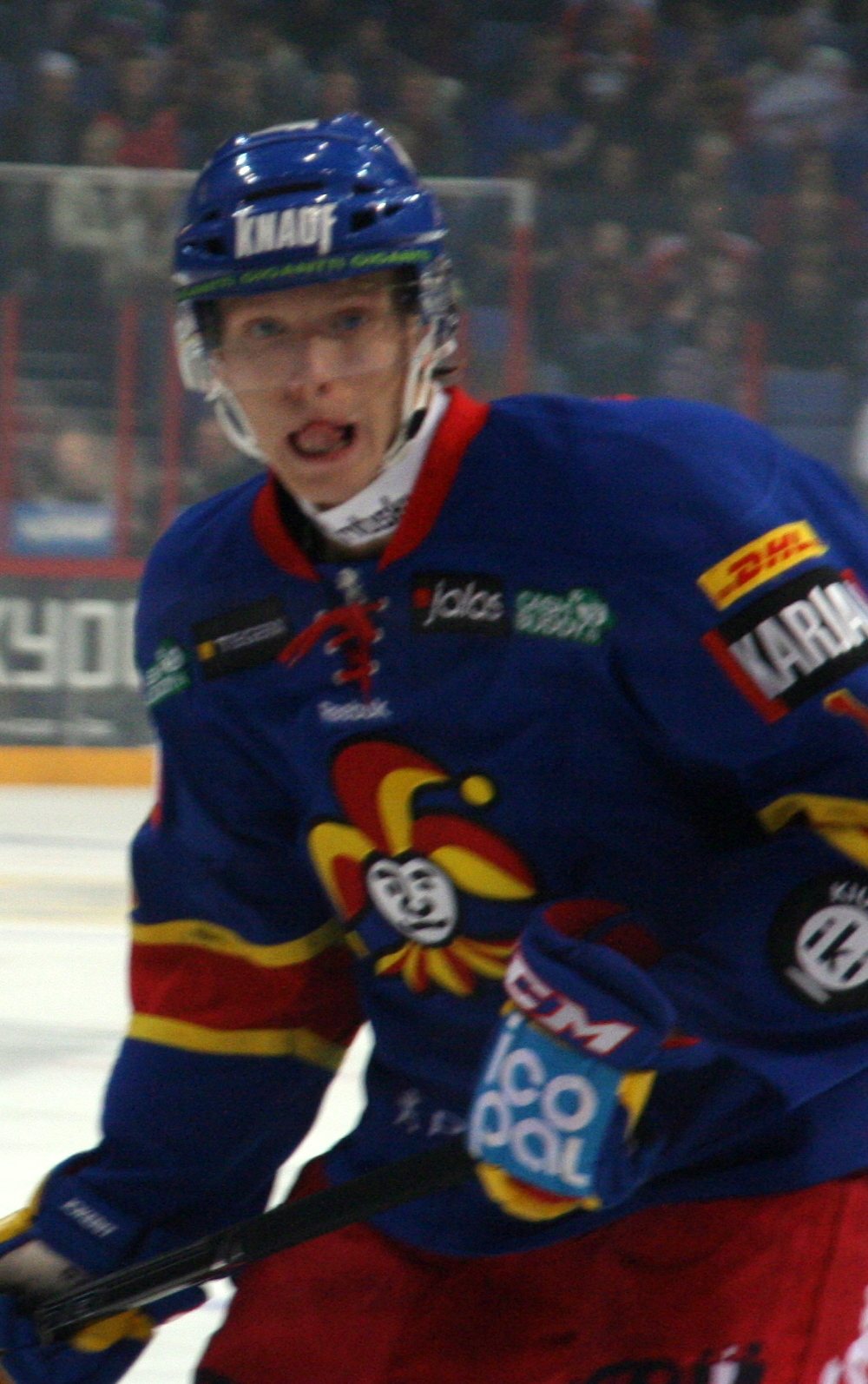
Клингберг в составе «Йокерита» (сентябрь 2011года)

Йон Клингберг начал хоккейную карьеру в клубе «Лерумс»; позже он присоединился к системе клуба «Фрёлунда». В шведской хоккейной лиге дебютировал 21 сентября 2010 года в матче против столичного АИКа. 16 мая 2011 года подписал контракт новичка с «Даллас Старз» сроком на 3 года. Позже он был отдан в аренду финскому «Йокериту», а конец сезона провёл в шведском «Шеллефтео». В составе «Шеллефтео» в сезоне 2012/13 стал чемпионом Швеции.
В сезоне 2013/14 на правах аренды выступал за «Фрёлунда» и в 50 играх набрал 28 очков. По окончании сезона провёл три матча регулярного сезона АХЛ за фарм-клуб «Далласа» — «Техас Старз».
Сезон 2014/15 начал в Северной Америке, в НХЛ дебютировал 11 ноября 2014 года против «Аризоны Койотис». Первую шайбу в НХЛ Клингберг забросил 20 ноября в ворота Майка Смита той же «Аризоны». По итогам сезона Клингберг набрал 40 очков, заняв первое место по очкам среди всех защитников-новичков и был включён в сборную лучших новичков НХЛ. По окончании сезона подписал новый контракт с клубом на 7 лет на сумму $ 29,75 млн.
В следующем сезоне вновь стал лучшим среди защитников «Старз» по очкам (58), а во всей лиге стал 5-м. При этом помог «Далласу» выйти в плей-офф, где во 2 раунде «Звёзды» проиграли «Сент-Луис Блюз».
В сезонах 2016/17 и 2017/18 остался лучшим бомбардиром «Далласа» среди защитников, но команда не попадала в плей-офф. При этом по итогам сезона 2017/18 набрал 67 очков, став третьим среди защитников-бомбардиров и был вызван на Матч всех звёзд НХЛ вместе сокомандником Тайлером Сегином.
После сезона 2021/22 у Клингберга завершался контракт, и он рассчитывал на существенное повышение зарплаты, в очередной раз став лучшим защитником-бомбардиром «Старз». У «Далласа» была трудная ситуация с потолком зарплат, переговоры о новом контракте шли в течение долгих месяцев, но договориться не удалось, и Клингберг вышел на рынок свободных агентов. Несмотря на это около месяца он не смог получить соответствующее предложение, и в итоге был вынужден сменить своего агента. 29 июля Клингберг подписал контракт с «Анахайм Дакс» на 1 год и на сумму 7 миллионов долларов.
3 марта 2023 года, в последний день дедлайна, был обменян в «Миннесоту Уайлд» с 50-процентным удержанием зарплаты на Андрея Шустра, Никиту Нестеренко, а также пик четвёртого раунда драфта 2025 года.
Покинув «Миннесоту» в качестве свободного агента, 1 июля 2023 года Клингберг подписал однолетний контракт на $ 4,15 млн. с «Торонто Мейпл Лифс». 23 ноября «Торонто» поместили Клингберга в долгосрочный резерв травмированных из-за травмы бедра. Генеральный менеджер Брэд Треливинг сообщил, что Йон получил травму во время командной поездки во Флориду в октябре и играл с травмой в течение последнего месяца. 7 декабря Треливинг сообщил, что Клингберг должен перенести операцию на бедре в конце месяца и не будет играть до конца сезона.
17 января 2025 года было объявлено, что Клингберг подписал контракт с «Эдмонтон Ойлерз» на оставшуюся часть сезона 2024/25.

## Личная жизнь
Йон родился в семье Андерса Клингберга. Его отец также играл в хоккей и был главным тренером команды Гётеборга во время TV-pucken (шведский национальный турнир среди команд округов до 16 лет). У Клингберга есть два брата, которые также хоккеисты: Карл, который в настоящее время играет за «Ильвес» в чемпионате Финляндии, и Олле, который закончил карьеру.

## Статистика
| Легенда | Легенда                    | Легенда | Легенда                   | Легенда | Легенда    |
| ------- | -------------------------- | ------- | ------------------------- | ------- | ---------- |
| И       | Количество проведённых игр | Штр     | Штрафное время            | +/−     | Плюс-минус |
| Г       | Голы                       | П       | Голевые передачи          | О       | Очки       |
| -       | Статистика неизвестна      | —       | Статистика не учитывалась |         |            |

## Награды и достижения
| Награда                                | Год        |
| -------------------------------------- | ---------- |
| Шведская хоккейная лига                |            |
| Приз имени Рауля ле Мата               | 2013       |
| НХЛ                                    |            |
| Сборная лучших новичков                | 2015       |
| Участник Матча всех звёзд              | 2018       |
| Приз Кларенса Кэмпбелла                | 2020       |
| Международные соревнования             |            |
| Победитель молодёжного чемпионата мира | 2012       |
| Чемпион мира                           | 2017, 2018 |
| Лучший защитник чемпионата мира        | 2018       |